# Zigzag Bluff
Das Zigzag Bluff (von englisch zig-zag ‚Zickzack‘) ist ein Felsenkliff an der Amundsen-Küste in der antarktischen Ross Dependency. Am Fuß der Herbert Range des Königin-Maud-Gebirges ragt es 8 km westlich der Mündung des Axel-Heiberg-Gletschers in das Ross-Schelfeis auf.
Die erste Sichtung geht vermutlich auf den norwegischen Polarforscher Roald Amundsen bei seiner Südpolexpedition (1910–1912) im Jahr 1911 zurück. Teilnehmer der US-amerikanischen Byrd Antarctic Expedition (1928–1930) nahmen eine grobe Kartierung vor. Die Südgruppe einer von 1961 bis 1962 durchgeführten Kampagne der New Zealand Geological Survey Antarctic Expedition benannten es nach der markanten Faltung des Marmorgesteins auf dem Kliff im Zickzack-Muster.